# Esthlogenopsis
Esthlogenopsis is een kevergeslacht uit de familie van de boktorren (Cerambycidae). De wetenschappelijke naam van het geslacht werd voor het eerst geldig gepubliceerd in 1942 door Breuning.

## Soorten
Esthlogenopsis omvat de volgende soorten:
- Esthlogenopsis atlantica Monné M. A. & Monné M. L., 2007
- Esthlogenopsis ochreoscutellaris Breuning, 1942